# Albert Westerlinck

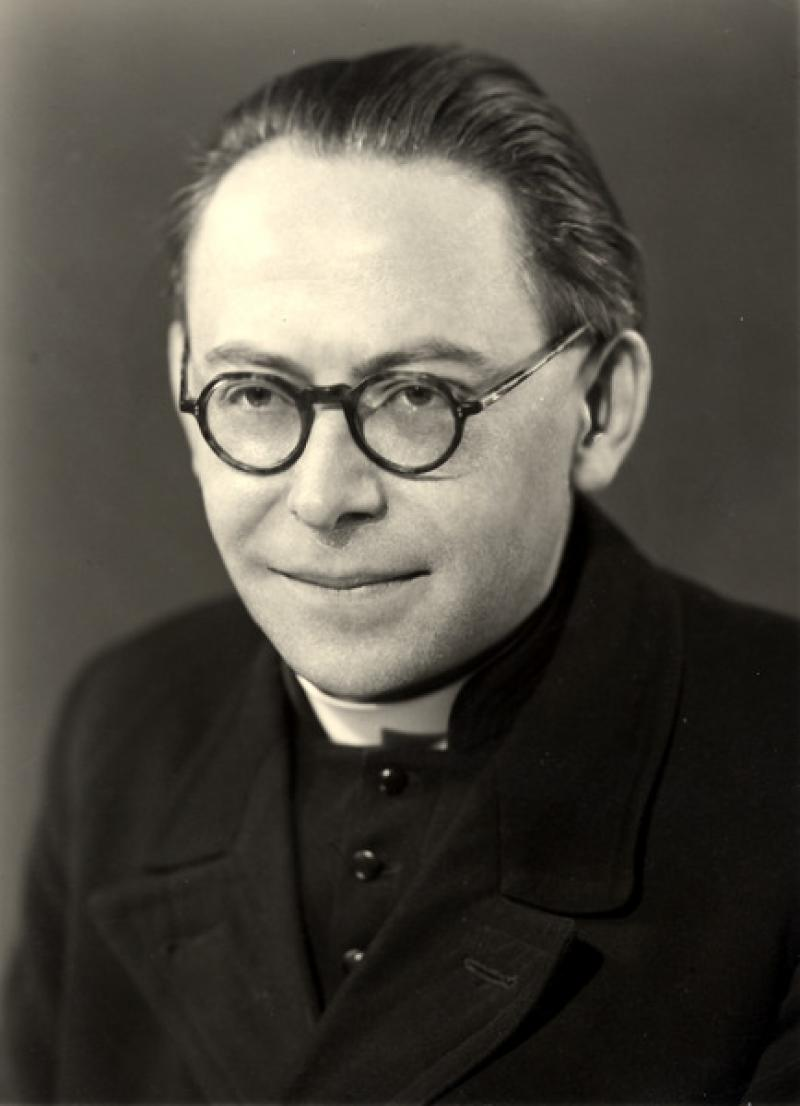
Albert Westerlinck (um 1940)

Albert Westerlinck (* 17. Februar 1914 in Geel, Provinz Antwerpen; † 1984) war ein belgischer Literaturwissenschaftler und Schriftsteller.
Albert Westerlinck war flämischer Herkunft. Er erhielt 1937 die Weihe zum katholischen Priester. Er studierte an der Katholischen Universität Löwen und lehrte dort bis 1978 als Literaturwissenschaftler. Er verfasste literaturhistorische Werke und Lyrik.

## Werke
- Taalkunst van Guido Gezelle
- Karel van de Woestijne 1878-1929
- Het schoone geheim der poëzie, beluisterd niet ontluisterd

| Personendaten    | Personendaten                                          |
| ---------------- | ------------------------------------------------------ |
| NAME             | Westerlinck, Albert                                    |
| ALTERNATIVNAMEN  | Aerts, José Joris Marie (wirklicher Name)              |
| KURZBESCHREIBUNG | belgischer Literaturwissenschaftler und Schriftsteller |
| GEBURTSDATUM     | 17. Februar 1914                                       |
| GEBURTSORT       | Geel, Provinz Antwerpen                                |
| STERBEDATUM      | 1984                                                   |